# Liam Palmer
Liam Jordan Palmer (* 19. September 1991 in Worksop) ist ein schottischer Fußballspieler, der bei Sheffield Wednesday in England unter Vertrag steht.

## Karriere

### Verein
Geboren und aufgewachsen in England, spielte Liam Palmer bis zum Jahr 2010 in der Jugend von Sheffield Wednesday. Am 10. August 2010 gab Palmer sein Debüt in der Profimannschaft im League Cup gegen den FC Bury. Unter Gary Megson kam er in der ersten Spielzeit seiner noch jungen Laufbahn auf 9 Ligaspiele in der League One. In der folgenden Saison 2011/12 gelang ihm sein erstes Tor bei den Profis, als er in der Partie gegen Milton Keynes Dons am 10. September 2011 traf. Im gleichen Jahr gelang Wednesday als Vizemeister hinter Charlton Athletic der Aufstieg in die 2. Liga. Palmer wurde nach dem Aufstieg mit Sheffield für die gesamte Saison 2012/13 an den Drittligisten Tranmere Rovers verliehen. Bei den Rovers war er über die gesamte Spielzeit fester Bestandteil der ersten Elf. Er kam in 43 von 46 möglichen Ligaspielen zum Einsatz. Am 15. Februar 2013 sah er gegen Shrewsbury Town die erste Rote Karte seiner Karriere. Nach seiner Rückkehr zum Zweitligisten war er in den beiden folgenden Jahren auch dort Stammspieler. In der Saison 2015/16 verlor er seinen Platz in seiner Stammposition als rechter Außenverteidiger an Jack Hunt. Neben der persönlich enttäuschenden Saison verlor Sheffield das Play-off-Finale im Wembley-Stadion um den Aufstieg in die Premier League gegen Hull City. Erst ab der Spielzeit 2018/19 war er wieder Stammspieler.

### Nationalmannschaft
Liam Palmer spielte zwischen 2010 und 2012 in der U-19 und U-21 von Schottland. Im März 2019 wurde Palmer erstmals in den Kader der Schottischen A-Nationalmannschaft berufen. Er debütierte für die Mannschaft am 21. März 2019, als er im Qualifikationsspiel für die Europameisterschaft 2020 gegen Kasachstan in der Startelf stand.